# Virtua Tennis 4
Virtua Tennis 4 (Japans: パワースマッシュ４) is een videospel dat werd ontwikkeld en uitgegeven door Sega. Het spel kwam in 2011 uit voor verschillende platforms. Met het spel kan tennis worden gepeeld. Het doel van het spel is om in vier seizoenen de top te halen. In het spel kan de speler kiezen uit 19 tennisspelers. Het perspectief van het spel wordt getoond in de derde persoon.

## Ontvangst
| Beoordeeld door       | Jaar | Platform      | Score |
| --------------------- | ---- | ------------- | ----- |
| NintendoWorldReport   | 2011 | Wii           | 80%   |
| GameStar (Duitsland)  | 2011 | Windows       | 75%   |
| GamingXP              | 2011 | Wii           | 72%   |
| JeuxActu              | 2011 | Xbox 360      | 65%   |
| Jeuxvideo.com         | 2011 | Xbox 360      | 60%   |
| Cubed3                | 2011 | Wii           | 60%   |
| 4Players.de           | 2011 | Xbox 360      | 58%   |
| The Video Game Critic | 2011 | Xbox 360      | 50%   |
| Cheat Code Central    | 2011 | PlayStation 3 | 48%   |
| Cheat Code Central    | 2011 | Wii           | 34%   |